# Bu Xiaolin
Bu Xiaolin (chinois simplifié : 布小林 ; pinyin : Bù Xiǎolín), née en août 1958, est une femme politique chinoise d'origine mongole. Elle est la présidente du gouvernement populaire de la région autonome de Mongolie intérieure (l'équivalent d'un gouverneur de province) de mars 2016 à août 2021.

## Biographie

### Famille
Bu Xiaolin est née en août 1958 dans la Bannière gauche de Tumd, en Mongolie intérieure dans une famille de notables, et d'anciens présidents de Mongolie intérieure. Son père, Buhe, est un ancien président de la Mongolie intérieure, et son grand-père est Ulanhu, général et président fondateur de la région autonome de Mongolie intérieure et vice-président de la république populaire de Chine.

### Débuts professionnels et militantisme
Elle travaille brièvement comme jeune envoyée à la fin de la Révolution culturelle, avant de s'enrôler dans l'Armée populaire de libération. Elle sert ensuite comme médecin à l'hôpital no 291 du district militaire de Mongolie intérieure de 1977 à 1980,,.

### Formation et politique
En septembre 1980, Bu Xiaolin entre à l'université de Pékin et obtient un diplôme en droit économique quatre ans plus tard. Après avoir obtenu son diplôme, elle enseigne brièvement le droit à l'université de Mongolie intérieure, avant de rejoindre le gouvernement régional de Mongolie intérieure en 1985. De 1998 à 2001, elle suit les cours la faculté de droit de l'université de Jilin à temps partiel et obtient un doctorat en droit en 2001. De 2003 à 2006, elle mène des recherches post-doctorales à l'Institut de sociologie de l'Académie chinoise des sciences sociales,.
Bu Xiaolin est nommée cheffe de la Ligue d'Alxa en septembre 2004 et secrétaire du parti communiste chinois deux ans plus tard. En janvier 2008, elle est promue vice-présidente de la Mongolie intérieure. En janvier 2014, elle devient cheffe du département du Front uni de Mongolie intérieure, ainsi que membre du comité permanent régional du parti,. Elle succède au poste laissé vacant par Wang Suyi, qui a fait l'objet d'une enquête pour corruption et est plus tard condamné à la prison à perpétuité.

### Présidente de la Mongolie intérieure
Le 30 mars 2016, Bu Xiaolin est nommée présidente par intérim de la Mongolie intérieure, succédant à Bagatur, démissionnaire,.
Bu Xiaolin est la deuxième femme à diriger le gouvernement de la Mongolie intérieure et la sixième femme de l'histoire de la Chine sous domination communiste (après Gu Xiulian, Uyunqimg, Song Xiuyan, Li Bin et Liu Hui) à être à la tête d'un gouvernement provincial. Elle est confirmée comme présidente le 23 juin 2016. Elle est remplacée par Wang Lixia (en) en août 2021.